# Großdeutsche Arbeiterpartei
Die Großdeutsche Arbeiterpartei (GDAP, auch GAP) war eine kurzlebige rechtsextreme Partei der Weimarer Republik. Sie wurde im Zuge des Versuchs, eine Organisationsstruktur der NSDAP in Norddeutschland aufzubauen, am 19. November 1922 als Berliner Ortsgruppe und Tarnorganisation der inzwischen verbotenen NSDAP gegründet und als solche am 10. Januar 1923 ebenfalls verboten.

## Geschichte
Die Freikorpsführer Gerhard Roßbach und Heinz Oskar Hauenstein, die während des Dritten Polnischen Aufstands mit ihren Einheiten in Oberschlesien gekämpft hatten, entschlossen sich nach ihrer Rückkehr, die nationalsozialistische Bewegung in Norddeutschland aufzubauen. Diese Organisation sollte zugleich als Sammelbecken, als „politische Gemeinschaft“, für ehemalige Freikorpsangehörige dienen.
Roßbach verfügte bereits über ausgezeichnete Kontakte zu den bayerischen Nationalsozialisten. Hauenstein rief die ehemaligen Offiziere ihrer beiden Formationen zur Bildung eines „Führerkreises“ in München zusammen. Im August 1922 trafen Roßbach, Hauenstein und andere ehemalige Freikorpsoffiziere wie Albert Leo Schlageter in München mit Adolf Hitler zusammen, um die Pläne für Norddeutschland zu besprechen. Im Anschluss daran war es vor allem Roßbach, der durch Norddeutschland reiste und die Gründungsversammlungen diverser Ortsgruppen abhielt, etwa in den Freistaaten Mecklenburg-Schwerin und Mecklenburg-Strelitz. Roßbach hatte nach der offiziellen Auflösung seines Freikorps dort ohnehin diverse Tarn- und Auffangorganisationen unterhalten, etwa die  Arbeitsgemeinschaft Rossbach (nach ihrem Verbot Verein für landwirtschaftliche Berufsausbildung), der Martin Bormann auf dem Gut Herzberg bei Parchim und Rudolf Höß auf dem Gut Neuhof bei Parchim angehörten. Diverse weitere Organisationen wie die National-Soziale Vereinigung mit Schwerpunkt in Potsdam, der Arbeiterbefreiungsbund mit Waldemar Geyer und Kurt Daluege in Berlin und eine Nationalsozialistische Partei für Preußen kamen hinzu.
Für den 19. November 1922 luden Roßbach, Hauenstein und Schlageter zur Gründung der NSDAP-Ortsgruppe Berlin in das Kreuzberger Restaurant „Reichskanzler“ in der Yorckstraße. Interessenten hatten sie dazu vor allem unter den Mitgliedern der Berliner Gruppe der Deutschsozialistischen Partei (DSP) Julius Streichers und bei der Deutschsozialen Partei geworben.  Außerdem hatten sie diverse Versammlungen in Charlottenburg und Steglitz abgehalten. Der Reichskommissar für Überwachung der öffentlichen Ordnung bezeichnete Roßbach deshalb als „Vertreter des Führers der Nationalsozialisten für Berlin“. Am 14. November jedoch löste der Reichsinnenminister auf der Grundlage des Versailler Vertrags alle Teile von Roßbachs Organisation als bewaffnete Organisation auf und am 15. November verbot das preußische Innenministerium auf der Grundlage des Republikschutzgesetzes die NSDAP in Preußen.

Teilfaksimile einer im Bundesarchiv, Bestand Hauptarchiv der NSDAP, NS 26/33 [sic!] vollständig überlieferten Mitgliederliste der GDAP/NSDAP.

Die Gründungsversammlung wurde dennoch wie geplant abgehalten, wobei Roßbach, der kurz zuvor auch von der Berliner Politischen Polizei verhört worden war, sich im Hintergrund hielt. Anstelle der NSDAP wurde die Großdeutsche Arbeiterpartei gegründet. Die Leitung übernahmen der völkische Gewerkschafter Karl Fahrenhorst und die ehemaligen DSP- und nunmehrigen NSDAP-Mitglieder (der Münchner NSDAP) Arno Chwatal und Hermann Kretzschmann. Der Hannoveraner Bruno Wenzel wurde politischer Direktor der Partei.
Dem Historiker Bernd Kruppa zufolge, der eine 194 Namen umfassende Mitgliederliste der GDAP ausgewertet hat, stammten die meisten Parteimitglieder aus bürgerlichen Schichten und Wohnbezirken. 189 der 194 Berliner Mitglieder waren Männer; die meisten gehörten Jahrgängen an, die aktiv am Ersten Weltkrieg teilgenommen hatten. Für einige der aufgeführten Personen wird kein Beruf genannt. Allerdings dominieren die Berufsgruppen der Angestellten, Kaufleute und anderweitig Selbständigen, während nur 18 % als Arbeiter identifizierbar sind. Der GDAP gelang es demnach nicht, umfangreiche Teile der Arbeiterschaft für das völkische Lager zu gewinnen.
Die ersten Ortsgruppen wurden im Dezember 1922 gegründet. In Hannover etwa bildete die GDAP-Gründung vom 6. Dezember die nahtlose Fortsetzung von Wenzels NSDAP-Ortsgruppe. Auch die Göttinger Ortsgruppe der NSDAP unter Ludolf Haase suchte nach dem NSDAP-Verbot Anschluss an die GDAP. In Oberschlesien wurden in Beuthen am 10. Dezember und in Gleiwitz am 17. Dezember Ortsgruppen der GDAP gegründet. In Gleiwitz ließ man dabei Hitler hochleben und zeigte offen das Hakenkreuz.
In der Tat hatte sich Roßbach nicht einmal die Mühe gemacht, das Parteiprogramm der NSDAP für die GDAP zu überarbeiten. Das Vereinsabzeichen – eine rote Armbinde mit schwarzem Hakenkreuz in weißem, kreisrunden Grund – und die Fahne waren gleich gehalten.
Die GDAP wurde deshalb von der preußischen Regierung zutreffend als Fortsetzung der verbotenen NSDAP angesehen und am 10. Januar 1923 vom Preußischen Innenministerium ebenfalls verboten. Damit war der erste Versuch, politische und paramilitärische radikal-völkische Gruppen gerade in Berlin und Brandenburg zusammenzufassen, gescheitert. Die GDAP trat daraufhin am 20. Januar 1923 korporativ und mit Roßbach an der Spitze der Deutschvölkischen Freiheitspartei (DFP) bei.
Ludolf Haase stellte den Übertritt in einem Brief vom 17. Februar 1924 wie folgt dar:
„1.) Die GAP tritt über in die DFP und bleibt in dieser als geschlossener Block unter dem Namen ‚Großdeutsche Bewegung‘ innerhalb der DFP.
2.) Die GAP behält eigene Führerschaft, eigenen S.[?] eigenes Kassenwesen.
3.) Abgeordneter Henning verzichtet auf bedeutendes Vortreten und hält sich zurück.
4.) Zwei Herren der GAP treten in den Vorstand der DFP ein, um ein reibungsloses Zusammenarbeiten zu ermöglichen.“
In der DFP kümmerte sich Roßbach um den Aufbau paramilitärischer Verbände, welche die Polizei als „revolutionäre Kampforganisationen“ identifizierte. In Mecklenburg wurde die GDAP zum 23. Februar 1923 verboten, nachdem Mitglieder versucht hatten, am Parteitag der NSDAP am 26./27. Januar in München teilzunehmen.